# 사회민주노동당 (북아일랜드)
사회민주노동당(영어: Social Democratic and Labour Party, 아일랜드어: Páirtí Sóisialta Daonlathach an Lucht Oibre)는 북아일랜드의 사회민주주의 정당이다. 1970년 이반 쿠퍼와 노벨상 수상자 존 흄이 창당했으며, 공화주의적 입장을 취하고 있다.
사회민주노동당은 평화적 수단에 의한 아일랜드와 북아일랜드의 통일을 지향하고 있다. 2017년 3월에 실시된 북아일랜드 의회 선거에서 공화주의 진영의 지도적 위치를 신페인당에 내주면서 3당이 되었다. 2017년 6월 8일 영국하원 선거에서 북아일랜드에 배정된 18석중 0석을 얻었다.

## 같이 보기
- 북아일랜드 노동당